# دیان رووی
دیان رووی (انگلیسی: Diane Rowe؛ زادهٔ ۱۴ آوریل ۱۹۳۳ – درگذشتهٔ ۱۹ ژوئن ۲۰۲۳) یک بازیکن تنیس روی میز اهل بریتانیا بود.
وی در مسابقات کشوری و بین‌المللی در مجموع برنده ۶ مدال طلا، ۱۳ مدال نقره، ۱۵ مدال برنز شده‌است.